# Restrepia aristulifera
Restrepia aristulifera é uma espécie de orquídea (Orchidaceae) originária dos Andes.